# Rothia (djur)
Rothia är ett släkte av fjärilar. Rothia ingår i familjen nattflyn.

## Dottertaxa tillRothia, i alfabetisk ordning[1]
- Rothia agrius
- Rothia alluandi
- Rothia arrosa
- Rothia caecata
- Rothia cruenta
- Rothia dayremi
- Rothia distigma
- Rothia divisa
- Rothia epiera
- Rothia epipales
- Rothia fianarantsoa
- Rothia hampsoni
- Rothia holli
- Rothia hypopyrrha
- Rothia lasti
- Rothia lutescens
- Rothia martha
- Rothia metagrius
- Rothia micropales
- Rothia nigrescens
- Rothia nigrifimbriata
- Rothia pales
- Rothia panganica
- Rothia pedasus
- Rothia powelli
- Rothia rhaeo
- Rothia rhaeoides
- Rothia simplex
- Rothia simyra
- Rothia sinefasciata
- Rothia tenuis
- Rothia tranquilla
- Rothia tricolora
- Rothia turlini
- Rothia vaovao
- Rothia watersi
- Rothia westwoodi
- Rothia viossati
- Rothia virguncula
- Rothia zea